# Военный трибунал (Израиль)
Военный трибунал (ивр. בית דין צבאי‎) — специализированный суд в Израиле, разбирающий уголовные дела, совершённые военнослужащими Армии обороны Израиля и гражданскими лицами, работающими на армию (вооружённые силы).
Военные трибуналы в Израиле действуют в соответствии с «Законом о военном судопроизводстве», от 1955 года. В юрисдикцию военных трибуналов отнесены военнослужащие срочной и сверхсрочной службы, офицеры, резервисты во время военных сборов, а также гражданские лица, работающие в структурах АОИ (ВС Израиля).
Начальное расследование проводится либо командиром военнослужащего, либо военной полицией, результаты этого расследования передаются в Военную прокуратуру. Если военная прокуратура решает предъявить обвинение, то дело передаётся в военный трибунал.
Первым председателем Военного трибунала был генерал-майор Эйтан Ависар, занимавший пост в 1948—1953 годах.